# Baronía de Karitena
La Baronía de Karitena o de Eskorta fue un feudo medieval franco del Principado de Acaya, situada en la península del Peloponeso en Grecia, con su centro en la ciudad de Karitena (en griego: Καρύταινα; francés: Caraintaine; italiano: Caritena) en la región montañosa conocida como Eskorta.

## Historia
La Baronía de Karitena fue establecida alrededor de 1209, después de la conquista del Peloponeso por los cruzados, y fue una de las doce baronías originales dentro del Principado de Acaya. La Crónica de Morea menciona que la Baronía, se centró en la ciudad montañosa de Karitena, y estaba compuesta por veintidós feudos. Karitena era de particular importancia estratégica, ya que controlaba la parte sur de la región de Eskorta y la quebrada del valle del Alfeo, que era la principal ruta desde y hacia el Peloponeso central desde los valles costeros de Elis.
El primer barón fue probablemente Renaud de Briel (o Bruyères), de Champaña, que es registrado en el Tratado de Sapienza en 1209. Fue sucedido por su hermano, Hugo de Briel, que se casó con una hija del príncipe Godofredo I de Villehardouin. Su hijo y sucesor, Godofredo de Briel, fue quien construyó el castillo de Karitena a mediados del siglo xiii. Debido a su participación en la guerra de sucesión eubeota contra el príncipe Guillermo II de Villehardouin, y su ausencia del Peloponeso en 1263/1265, sin autorización, como exigía la ley feudal aquea, fue desposeído en dos ocasiones, pero fue indultado cada vez y restaurado en la baronía, aunque ya no por el derecho inalienable de conquista, sino como un regalo del príncipe. Godofredo no tuvo herederos, y a su muerte en 1275 la baronía fue dividida: la mitad permaneció con su viuda, Isabel de la Roche, y la otro volvió al dominio del principado. Dos pretendientes a la Baronía aparecieron unos años después: un tal Juan Pestel, y el sobrino de Godofredo, Godofredo el Joven, que después de mucha persistencia logró obtener el feudo de Moraina.
Isabel se casó por segunda vez con Hugo, conde de Brienne, pero este estaba más preocupado de sus dominios italianos y pasó más tiempo allí. Después de la muerte de Isabel en 1279, Hugo se cansó de poseer un feudo expuesto a las incesantes incursiones bizantinas en Arcadia. En 1289 abandonó la Baronía y la devolvió al dominio principesco a cambio de la fortaleza de Beauvoir (que poco después volvió a intercambiarla con Juan Chauderon por sus tierras en Italia). Después, la Baronía fue reconstituida en su totalidad y concedida por el rey Carlos II de Anjou a Isabel de Villehardouin y su esposo Florent de Henao, como ocasión de su confirmación como princesa y príncipe de Acaya. En 1303, Isabel de Villehardouin concedió las fortalezas de Karitena y Araklovon (en francés: Bucelet) a su pequeña hija Margarita de Saboya, quien renunció a sus reclamaciones en Acaya después de su matrimonio en 1324. En 1320, Karitena y la mitad oriental de la antigua baronía cayeron en las manos de los bizantinos bajo Andrónico Asen. Cinco años después, el príncipe Juan de Gravina trató de recuperar la fortaleza, pero sin éxito.

## Acuñación
Junto con la Baronía de Damala, Karitena fue la única baronía de Acaya conocida por haber acuñado sus propias monedas: una serie de deniers de vellón fueron emitidas en las década de 1290 por Helena Comneno Ducas, segunda esposa y viuda de Hugo de Brienne. Estos fueron marcados con las leyendas HELENA D[E]I GRA[TIA] y CLARICTIA S[EMI] F[EUDI DOMINA], aparentemente en reclamo de la mitad de la baronía de su marido. Como Antoine Bon señala, sin embargo, este tema fue acuñado con CLARICTIA y no CARITENA, y en todo caso fue hecho en su calidad de regente del Ducado de Atenas más que como señora de Karitena.

## Barones de Karitena
- Renaud de Briel, 1209-c. 1222[13]
- Hugo de Briel, c. 1222-1238[14]
- Godofredo de Briel, 1238-1275[15]
- Isabel de la Roche, 1275-1289 (señora de la mitad de Karitena)[16]
- Guillermo II de Villehardouin, 1275-1278 (señor de la mitad de Karitena)[16]